# Gaudibert (cráter)

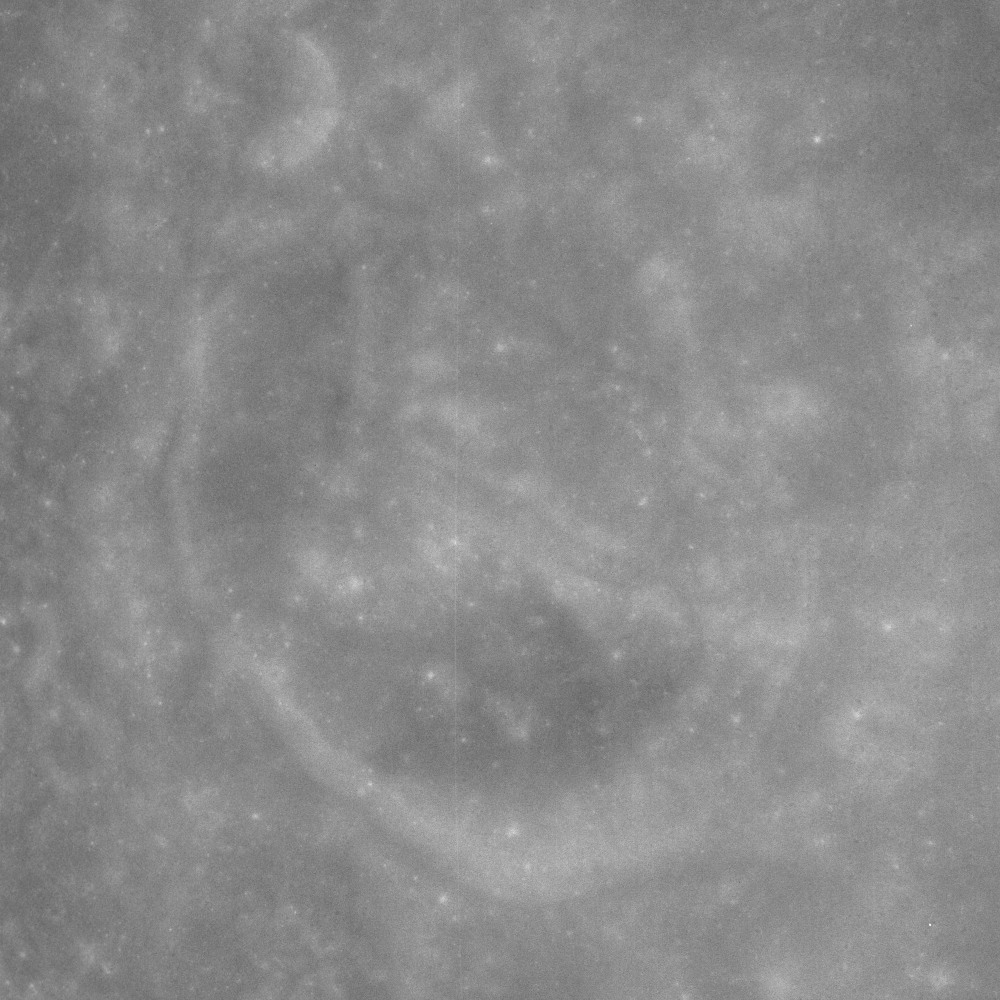
Fotografía de la misión Apolo 12

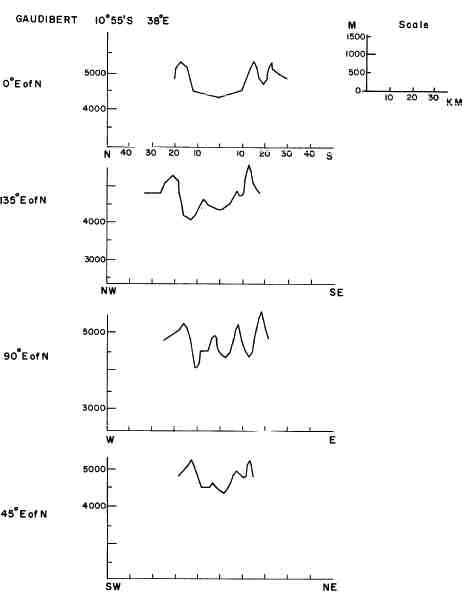
Perfiles transversales de Gaudibert

Gaudibert es un cráter de impacto que se encuentra en el borde noreste del Mare Nectaris, en la parte oriental de la cara visible de la Luna. Justo al este aparece la cadena montañosa Montes Pyrenaeus. Al noreste, más allá de las montañas, se halla el cráter Gutenberg. Al noroeste de Gaudibert aparece la pareja de cráteres formada por Isidorus y Capella.
Este cráter tiene un brocal bajo y un interior irregular que hace que sea una formación relativamente poco visible. El borde es más o menos circular, pero algo irregular en su contorno. El piso interior presenta varias cordilleras que dividen el interior en varios picos y valles de menor importancia. Un par de pequeños cráteres en forma de cuenco están unidos al extremo sur del borde del cráter.
Al sur de Gaudibert aparece una formación de varios cráteres palimpsestos, siendo los más notables Gaudibert A y B. Por su situación, se ven mejor cuando el sol está en un ángulo bajo, lo que resulta en un mayor contraste debido al efecto de las sombras arrojadas.

## Cráteres satélite
Por convención estos elementos son identificados en los mapas lunares poniendo la letra en el lado del punto medio del cráter que está más cerca de Gaudibert.
|           | \| Gaudibert \| Coordenadas \| Diámetro \| \| --------- \| ----------------------------- \| -------- \| \| A \| 12°12′S 37°54′E / -12.2, 37.9 \| 21 km \| \| B \| 12°18′S 38°30′E / -12.3, 38.5 \| 21 km \| \| C \| 11°30′S 37°48′E / -11.5, 37.8 \| 9 km \| \| D \| 10°30′S 36°18′E / -10.5, 36.3 \| 5 km \| \| H \| 13°48′S 36°42′E / -13.8, 36.7 \| 11 km \| \| J \| 11°06′S 39°06′E / -11.1, 39.1 \| 10 km \| |          |
| Gaudibert | Coordenadas | Diámetro |
| A         | 12°12′S 37°54′E / -12.2, 37.9 | 21 km    |
| B         | 12°18′S 38°30′E / -12.3, 38.5 | 21 km    |
| C         | 11°30′S 37°48′E / -11.5, 37.8 | 9 km     |
| D         | 10°30′S 36°18′E / -10.5, 36.3 | 5 km     |
| H         | 13°48′S 36°42′E / -13.8, 36.7 | 11 km    |
| J         | 11°06′S 39°06′E / -11.1, 39.1 | 10 km    |